# Дзьосей
Дзьосей (яп. 女性, «жінка»), також відоме як редісу (яп. レディース) чи редікомі (яп. レディコミ) — жанр манґи і аніме, створених переважно для перегляду молодими жінками. Віковим еквівалентом дзьосею для чоловіків є сейнен. В японській мові слово дзьосей означає «жінка», причому це слово не має сексуального забарвлення.
Сюжет твору в цьому жанрі зазвичай описує повсякденне життя японської жінки. Невелика частина подій припадає на шкільні роки героїні (зазвичай там відбувається зав'язка сюжету, і знайомство з основними дійовими особами), але основний час присвячується життю дорослої жінки. Стиль малювання, який використовується в дзьосеї реалістичніший, ніж в сьодзьо, проте зберігає в собі деякі його характерні особливості. На відміну від сьодзьо, любовні стосунки показані в дзьосей значно менше ідеалізуються і краще пророблені. Наприклад, твори, націлені на дорослу жіночу аудиторію і які розповідають про чоловічі гомосексуальні стосунки, рідко належать до яою, оскільки в дзьосеї такий сюжет здебільшого реалістичніший і менш схильний до шаблону.
Дзьосей часто насичений еротикою і сексуальними сценами, термін іноді використовується в аніме або манзі, переважно чоловічими персонажами, щоб позначити свій сексуальний потяг до дорослих жінок (зазвичай старших за себе за віком), по контрасту з лоліконом.

## Терміни
Існує кілька термінів, якими позначають манґу, орієнтовану на дорослу жіночу аудиторію:

#### Редікомі(レディコミ; «леді-комі»)
Це скорочення від Ladies' comics (レディースコミック, «Леді комікси») – перший термін, що використовувався для позначення цієї категорії манґи. Це васей-ейґо — японський псевдоангліцизм, де слово «леді» сприймається як синонім до «жінки», отже вказує на дорослу жіночу аудиторію. У 1990-х термін набув негативного забарвлення, оскільки асоціювався з неякісною та порнографічною манґою, хоча з 2000-х ця конотація поступово втратила актуальність.

#### Young ladies (ヤングレディース)
Ще один васей-ейґо термін, який позначає проміжну категорію між манґою для дорослих жінок та шьодзьо-манґою.

#### Джьосей манга  (女性漫画)
Термін, який з'явився завдяки критикам і дослідникам наприкінці 1990-х років, щоб відокремити всю манґу для дорослих жінок від шьодзьо-манґи. Хоча в Японії він не є широко вживаним серед загального читацького загалу, на Заході саме «джьосей манга» є найпоширенішим позначенням цієї категорії.

## Приклади робіт
| - Nodame Cantabile - Paradise Kiss - Clover - Love in the mask - Bunny Drop - Tramps Like Us - Happy Marriage!? - Walkin' Butterfly |  | - NANA - Honey and Clover - Chihayafuru - Object of Desire - Angel Nest - Between The Sheets - The Aromatic Bitters - Make Love and Peace |